# Špicparkeljc
Špicparkeljc je osrednji lik istoimenske pravljice. Zapisala sta jo brata Grimm (Jakob in Wilhelm), izšla je v številnih zbirkah, po njej pa je bil narejen tudi risani film.

## O avtorju
Jakob Ludvik Karl Grimm, * 4. januar 1785, † 20. september 1863, in njegov mlajši brat Wilhelm Carl Grimm, * 24. februar 1786, † 16. december 1859, veljata za utemeljitelja nemškega jezikoslovja, nemške filologije in raziskovanja starogermanstva. Njuna slava izvira predvsem iz njunih del, ki sta jih spisala skupaj in izdala v knjigi „Pravljice bratov Grimm“.